# Pieter Jacobus Ackermans
Pieter Jacobus Ackermans (Middelburg, 23 januari 1782 – Aldaar, 20 maart 1856) was een Nederlands officier der Genie en Ridder in de Militaire Willems-Orde.
Ackermans diende van 1802 tot 1814 als kapitein in het Franse leger en werd in 1843 als Generaal-majoor gepensioneerd. Evenals zijn chef, Baron Kraayenhoff werd Ackermans gedecoreerd voor zijn werkzaamheden aan het "Zuidelijk Frontier". Tal van genie-officieren werden in 1823 en 1824 gedecoreerd voor hun werk aan de vestingen die de zuidgrens van het Koninkrijk moesten beschermen. Koning Willem I heeft de vestingen in 1823 geïnspecteerd en bleek zo tevreden dat hij vijftien Willemsorden, de onderscheiding werd pas in de loop van de 19e eeuw een exclusieve onderscheiding voor dapperheid, aan de betrokken genie-officieren toekende.

## Militaire loopbaan
- Eerste luitenant: 8 augustus 1808[2]
- Kapitein: juli 1811[2]
- Majoor: 1824[2]
- Kolonel: 1829[2]
- Generaal-majoor: 31 oktober 1843[2]

## Onderscheiding
- Ridder der vierde klasse in de Militaire Willems-Orde op 24 mei 1821 als kapitein in het wapen der genie, Landmacht[3]